# Hachalu Hundessa
Hachalu Hundessa (scris de asemenea și Haacaaluu Hundeessaa; în Oromo: Hacaaluu Hundeessaa Boonsaa; în amharică ሀጫሉ ሁንዴሳ; n. 1986, Ambo, Statul Oromia, Etiopia – d. 29 iunie 2020, Addis Abeba, Etiopia) a fost un cântăreț, compozitor și activist pentru drepturi civile din Etiopia de etnie Oromo.